# Crasville (Manica)
Crasville è un comune francese di 251 abitanti situato nel dipartimento della Manica nella regione della Normandia.

## Società

### Evoluzione demografica
Abitanti censiti